# ジュリアン・ベネトー
ジュリアン・ベネトー（Julien Benneteau, 1981年12月20日 - ）は、フランス・ブール＝カン＝ブレス出身の元男子プロテニス選手。2014年全仏オープン男子ダブルスでエドゥアール・ロジェ＝バセランとペアを組んで優勝した。2012年のロンドン五輪男子ダブルスでも、リシャール・ガスケとペアを組んで銅メダルを獲得している。これまでにATPツアーでシングルスの優勝はないが（準優勝10回）ダブルスで12勝を挙げている。自己最高ランキングはシングルス25位、ダブルス5位。身長185cm、体重79kg。右利き、バックハンド・ストロークは両手打ち。

## 選手経歴

### ジュニア時代
ベネトーは4歳でテニスを始める。ジュニア時代には1999年全米オープンのジュニア男子ダブルスでニコラ・マユと組み優勝している。2000年にプロに転向。4大大会では2002年全仏オープンに主催者推薦で初出場した。

### 2003年 ツアーダブルス初優勝
2003年9月のモゼール・オープンでニコラ・マユと組んだダブルスでツアー初優勝を果たした。

### 2006年 全仏ベスト8
2006年全仏オープンでノーシードからベスト8に進出した。準々決勝ではイワン・リュビチッチに2-6, 2-6, 3-6で敗れた。このときのベスト8が4大大会シングルスでの最高成績である。

### 2009年 世界1位初勝利・フェデラー撃破
2009年のBNPパリバ・マスターズでは2回戦でロジャー・フェデラーを3-6, 7-6(4), 6-4で破り、初めて世界ランキング1位の選手に勝利した。2010年には初めてデビスカップにフランス代表として出場した。

### 2012年 ロンドン五輪銅メダル
2012年ウィンブルドン選手権では3回戦でロジャー・フェデラーと対戦し2セットを先取したが、6-4, 7-6(3) 2-6, 6-7(6), 1-6の逆転で敗れた。ロンドン五輪でオリンピックに初出場した。シングルス1回戦でミハイル・ユージニーに7-5, 6-3で勝利したが2回戦でロジャー・フェデラーに2-6, 2-6で敗れた。リシャール・ガスケと組んだダブルスでは準決勝でアメリカのブライアン兄弟に4-6, 4-6で敗れたが、3位決定戦でスペインのフェレール/F・ロペス組に7-6, 6-2で勝利し銅メダルを獲得した。

### 2014年 全仏ダブルス初優勝
2014年全仏オープン男子ダブルスではエドゥアール・ロジェ＝バセランと組んだダブルスで決勝に進出した。決勝ではグラノリェルス/M・ロペス組を6-3, 7-6(1)で破り初の4大大会タイトルを獲得した。フランスペアの全仏優勝は1984年のヤニック・ノアとアンリ・ルコント以来30年ぶりであった。

### 2018年 引退
ベネトーは2018年10月に、地元フランスのチャレンジャー大会を最後に現役を引退した。ダブルスではツアー12勝を挙げているがシングルスでは一度もツアー優勝できなかった。ツアー未勝利の選手で準優勝10回は最多である。

## ATPツアー決勝進出結果

### シングルス: 10回 (0勝10敗)
| 大会グレード                            |
| グランドスラム (0-0)                    |
| ATPワールドツアー・ファイナル (0-0)     |
| ATPワールドツアー・マスターズ1000 (0-0) |
| ATPワールドツアー・500シリーズ (0-1)    |
| ATPワールドツアー・250シリーズ (0–9)    |

| サーフェス別タイトル |
| ハード (0–7)         |
| クレー (0-2)         |
| 芝 (0-0)             |
| カーペット (0-1)     |

| 結果   | No. | 決勝日         | 大会                   | サーフェス        | 対戦相手                         | スコア           |
| ------ | --- | -------------- | ---------------------- | ----------------- | -------------------------------- | ---------------- |
| 準優勝 | 1.  | 2008年5月24日  | カサブランカ           | クレー            | ジル・シモン                     | 5–7, 2–6         |
| 準優勝 | 2.  | 2008年10月26日 | リヨン                 | カーペット (室内) | ロビン・セーデリング             | 3–6, 7–6(5), 1–6 |
| 準優勝 | 3.  | 2009年5月18日  | キッツビュール         | クレー            | ギリェルモ・ガルシア＝ロペス     | 6–3, 6–7(1), 3–6 |
| 準優勝 | 4.  | 2010年2月15日  | マルセイユ             | ハード (室内)     | ミカエル・ロドラ                 | 3–6, 4–6         |
| 準優勝 | 5.  | 2011年8月27日  | ウィンストン・セーラム | ハード            | ジョン・イスナー                 | 6–4, 3–6, 4–6    |
| 準優勝 | 6.  | 2012年1月15日  | シドニー               | ハード            | ヤルコ・ニエミネン               | 2–6, 5–7         |
| 準優勝 | 7.  | 2012年9月30日  | クアラルンプール       | ハード (室内)     | フアン・モナコ                   | 5–7, 6–4, 3–6    |
| 準優勝 | 8.  | 2013年2月17日  | ロッテルダム           | ハード (室内)     | フアン・マルティン・デル・ポトロ | 6–7(2), 3–6      |
| 準優勝 | 9.  | 2013年9月29日  | クアラルンプール       | ハード (室内)     | ジョアン・ソウザ                 | 6–2, 5–7, 4–6    |
| 準優勝 | 10. | 2014年9月28日  | クアラルンプール       | ハード (室内)     | 錦織圭                           | 6-7(4), 4-6      |

### ダブルス: 21回 (12勝9敗)
| 結果   | No. | 決勝日         | 大会           | サーフェス        | パートナー                       | 対戦相手                                              | スコア                 |
| ------ | --- | -------------- | -------------- | ----------------- | -------------------------------- | ----------------------------------------------------- | ---------------------- |
| 優勝   | 1.  | 2003年9月29日  | メス           | ハード (室内)     | ニコラ・マユ                     | ミカエル・ロドラ ファブリス・サントロ                 | 7–6(2), 6–3            |
| 準優勝 | 1.  | 2003年10月13日 | リヨン         | カーペット (室内) | ニコラ・マユ                     | ジョナサン・エルリック アンディ・ラム                 | 1–6, 3–6               |
| 優勝   | 2.  | 2006年10月29日 | リヨン         | カーペット (室内) | アルノー・クレマン               | フランティシェク・チェルマク ヤロスラフ・レビンスキー | 6–2, 6–7(3), [10–7]    |
| 準優勝 | 2.  | 2007年4月22日  | モンテカルロ   | クレー            | リシャール・ガスケ               | ボブ・ブライアン マイク・ブライアン                   | 2–6, 1–6               |
| 優勝   | 3.  | 2008年3月3日   | ラスベガス     | ハード            | ミカエル・ロドラ                 | ボブ・ブライアン マイク・ブライアン                   | 6–4, 4–6, [10–8]       |
| 優勝   | 4.  | 2009年10月18日 | 上海           | ハード            | ジョー＝ウィルフリード・ツォンガ | マリウシュ・フィルステンベルク マルチン・マトコフスキ | 6–2, 6–4               |
| 優勝   | 5.  | 2009年10月31日 | リヨン         | ハード (室内)     | ニコラ・マユ                     | アルノー・クレマン セバスチャン・グロジャン           | 6–4, 7–6(6)            |
| 優勝   | 6.  | 2010年2月21日  | マルセイユ     | ハード (室内)     | ミカエル・ロドラ                 | ユリアン・ノール ロベルト・リンドステット             | 6–4, 6–3               |
| 準優勝 | 3.  | 2010年8月15日  | トロント       | ハード            | ミカエル・ロドラ                 | ボブ・ブライアン マイク・ブライアン                   | 5–7, 3–6               |
| 準優勝 | 4.  | 2011年2月20日  | マルセイユ     | ハード (室内)     | ジョー＝ウィルフリード・ツォンガ | ロビン・ハーセ ケン・スクプスキ                       | 3–6, 7–6(4), [11–13]   |
| 準優勝 | 5.  | 2011年11月13日 | パリ           | ハード (室内)     | ニコラ・マユ                     | ロハン・ボパンナ アイサム＝ウル＝ハク・クレシ         | 2–6, 4–6               |
| 優勝   | 7.  | 2013年4月21日  | モンテカルロ   | クレー            | ネナド・ジモニッチ               | ボブ・ブライアン マイク・ブライアン                   | 4–6, 7–6(4), [14–12]   |
| 優勝   | 8.  | 2013年8月4日   | ワシントンD.C. | ハード            | ネナド・ジモニッチ               | マーディ・フィッシュ ラデク・ステパネク               | 7-6(5), 7-5            |
| 優勝   | 9.  | 2014年2月23日  | マルセイユ     | ハード (室内)     | エドゥアール・ロジェ＝バセラン   | ポール・ハンリー ジョナサン・マレー                   | 4–6, 7–6(6), [13–11]   |
| 優勝   | 10. | 2014年6月7日   | 全仏オープン   | クレー            | エドゥアール・ロジェ＝バセラン   | マルセル・グラノリェルス マルク・ロペス               | 6-3, 7-6(1)            |
| 準優勝 | 6.  | 2014年10月5日  | 北京           | ハード            | バセク・ポシュピシル             | ジャン＝ジュリアン・ロジェ ホリア・テカウ             | 7–6(6), 5–7, [5–10]    |
| 準優勝 | 7.  | 2014年10月12日 | 上海           | ハード            | エドゥアール・ロジェ＝バセラン   | ボブ・ブライアン マイク・ブライアン                   | 3–6, 6–7(3)            |
| 準優勝 | 8.  | 2016年7月9日   | ウィンブルドン | 芝                | エドゥアール・ロジェ＝バセラン   | ピエール＝ユーグ・エルベール ニコラ・マユ             | 4–6, 6–7(1), 3–6       |
| 優勝   | 11. | 2017年2月26日  | マルセイユ     | ハード (室内)     | ニコラ・マユ                     | ロビン・ハーセ ドミニク・イングロット                 | 6–4, 6–7(9–11), [10–5] |
| 準優勝 | 9.  | 2017年6月25日  | ロンドン       | 芝                | エドゥアール・ロジェ＝バセラン   | ジェイミー・マリー ブルーノ・ソアレス                 | 2–6, 3–6               |
| 優勝   | 12. | 2017年9月24日  | メス           | ハード (室内)     | エドゥアール・ロジェ＝バセラン   | ウェスリー・クールホフ アルテム・シタク               | 7–5, 6–3               |

## 成績
略語の説明
| W | F | SF | QF | #R | RR | Q# | LQ | A | Z# | PO | G | S | B | NMS | P | NH |

W=優勝, F=準優勝, SF=ベスト4, QF=ベスト8, #R=#回戦敗退, RR=ラウンドロビン敗退, Q#=予選#回戦敗退, LQ=予選敗退, A=大会不参加, Z#=デビスカップ/BJKカップ地域ゾーン, PO=デビスカップ/BJKカッププレーオフ, G=オリンピック金メダル, S=オリンピック銀メダル, B=オリンピック銅メダル, NMS=マスターズシリーズから降格, P=開催延期, NH=開催なし.
| 大会           | 2000 | 2001 | 2002 | 2003 | 2004 | 2005 | 2006 | 2007 | 2008 | 2009 | 2010 | 2011 | 2012 | 2013 | 2014 | 2015 | 2016 | 2017 | 2018 | 通算成績 |
| -------------- | ---- | ---- | ---- | ---- | ---- | ---- | ---- | ---- | ---- | ---- | ---- | ---- | ---- | ---- | ---- | ---- | ---- | ---- | ---- | -------- |
| 全豪オープン   | A    | A    | LQ   | 1R   | LQ   | 1R   | 3R   | 1R   | 1R   | 1R   | 2R   | A    | 3R   | 3R   | 2R   | 1R   | 1R   | LQ   | 3R   | 10–13    |
| 全仏オープン   | LQ   | LQ   | 1R   | 1R   | 3R   | 1R   | QF   | 1R   | 4R   | 1R   | 2R   | 2R   | 3R   | 3R   | 1R   | A    | 1R   | 1R   | 2R   | 16–16    |
| ウィンブルドン | A    | A    | A    | A    | 2R   | 1R   | 2R   | 1R   | 1R   | 1R   | 4R   | 2R   | 3R   | 2R   | 1R   | A    | 2R   | 1R   | 2R   | 11–14    |
| 全米オープン   | A    | A    | LQ   | 1R   | 1R   | LQ   | 1R   | 1R   | 1R   | 3R   | 2R   | 3R   | 3R   | 3R   | 1R   | A    | 1R   | 1R   | 2R   | 10–14    |

### 大会最高成績
| 大会                 | 成績 | 年               |
| -------------------- | ---- | ---------------- |
| ツアーファイナルズ   | A    | 出場なし         |
| インディアンウェルズ | QF   | 2014             |
| マイアミ             | 4R   | 2004, 2008       |
| モンテカルロ         | 3R   | 2012             |
| マドリード           | 2R   | 2006             |
| ローマ               | 2R   | 2005, 2010, 2013 |
| カナダ               | 3R   | 2006, 2014       |
| シンシナティ         | SF   | 2014             |
| 上海                 | QF   | 2014             |
| パリ                 | SF   | 2017             |
| ハンブルク           | 2R   | 2007             |
| オリンピック         | A    | 出場なし         |
| デビスカップ         | W    | 2017             |